# Celebration (album Simple Minds)
| Recensione       | Giudizio |
| ---------------- | -------- |
| AllMusic         | [ 1 ]    |
| Martin C. Strong | (7/10)   |
| NME              | medio    |

Celebration è una raccolta del gruppo musicale britannico Simple Minds, pubblicata il 1º febbraio 1982.
La raccolta presenta le tracce della band di proprietà dell'etichetta Arista Records prima di passare alla Virgin Records nel 1981.

## Tracce
Testi di Kerr, musiche dei Simple Minds, eccetto ove indicato.
Lato 1
1. LIfe in a Day - 4:09 (Kerr, Burchill)
2. Chelsea Girl - 4:32 (Kerr, Burchill)
3. Premonition  - 5:27
4. Factory - 4:13
5. Calling Your Name - 5:06

Lato 2
1. I Travel - 4:00
2. Changeling - 4:10
3. Celebrate - 5:01
4. Thirty Frames a Second - 5:03
5. Kaleidoscope - 4:15

NoteKant-Kino, non accreditato, appare come un errore di stampa sul CD uscito nel 1989.

## Formazione
- Jim Kerr - voce
- Charlie Burchill - chitarra
- Derek Forbes - basso
- Michael MacNeil - tastiere
- Brian McGee - batteria